# Лукта (река)
Лукта (пол. Łukta) — река, протекающая через гмину Лукта в Варминьско-Мазурском воеводстве Польши, является основным притоком реки Моронг (пол. rzeka Morąg).
Длина реки Лукта —- 12,4 км, площадь бассейна 43,1 км². Средний расход воды составляет 0,36 м³/с.
Название Лукта происходит от старопольского слова Lucte, что означает «камыш».
В 1988 году из Лукты в Моронг попали биологически загрязненные воды. В настоящее время по физико-химическим параметрам вода реки имеет класс чистоты II.